# Viola jordanii
Viola jordanii là một loài thực vật có hoa trong họ Hoa tím. Loài này được Hanry miêu tả khoa học đầu tiên.

## Hình ảnh

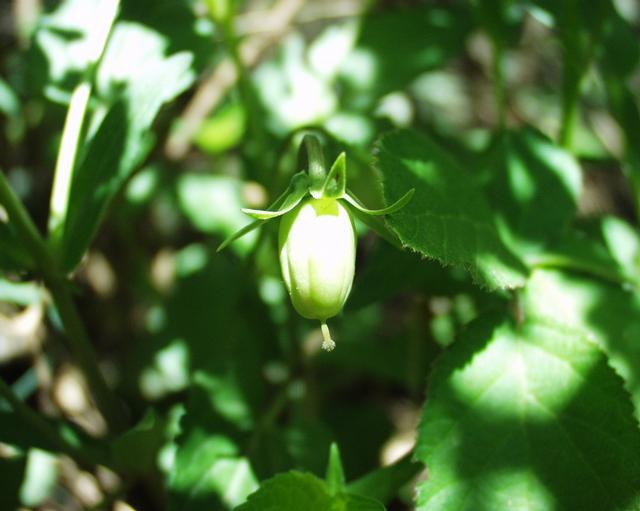
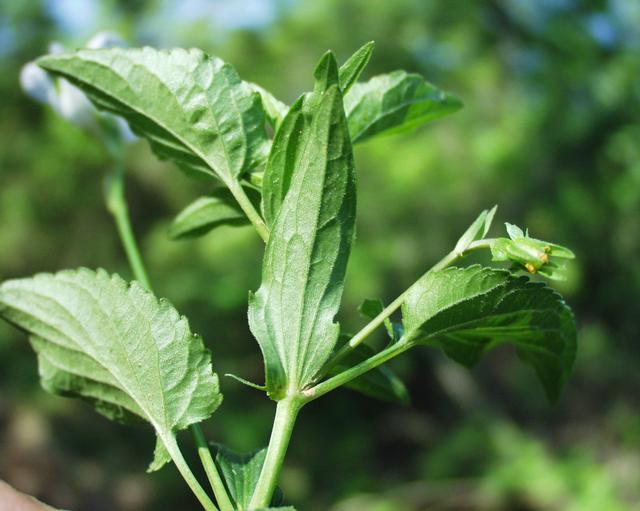
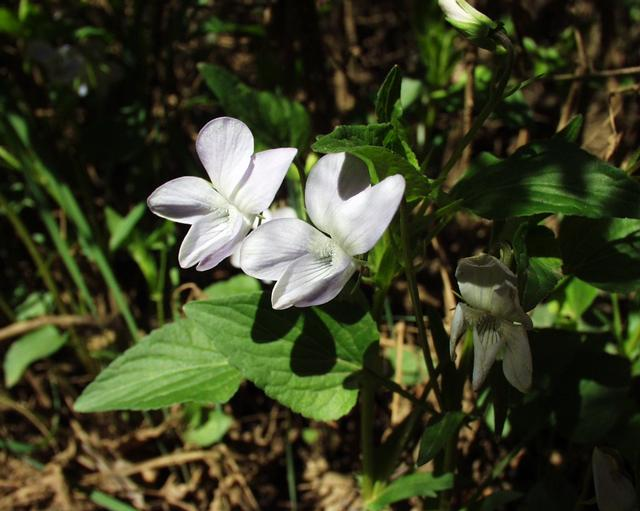
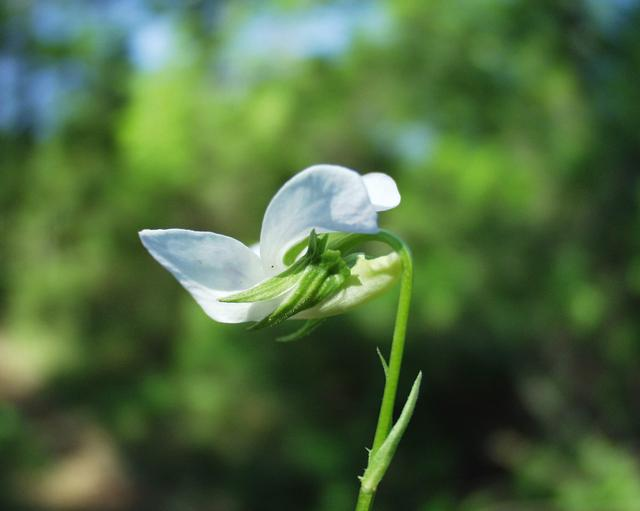